# 你不屬於我
《你不屬於我》是台灣歌手周興哲於2021年10月30日發行的歌曲，為華劇《比悲傷更悲傷的故事》的片尾曲。

## 製作
《你不屬於我》由林孝謙作詞，周興哲作曲、于京延編曲。

## 外部連結
- Eric周興哲《你不屬於我 You Don't Belong to Me》Official Music Video - Netflix「比悲傷更悲傷的故事」影集版片尾曲 （页面存档备份，存于）